# ألكسندر وانغ
ألكسندر وانغ (بالإنجليزية: Wang Leehom) (و. 1976  م) هو مغني، وممثل، وكاتب أغاني، ومنتج أسطوانات، من الولايات المتحدة، ولد في روتشستر.

## التعليم
تعلم في كلية ويليامز، وكلية باركلي للموسيقى.

## وصلات خارجية
- ألكسندر وانغ على موقع IMDb (الإنجليزية)
- ألكسندر وانغ على موقع قاعدة بيانات الأفلام العربية
- ألكسندر وانغ على موقع ألو سيني (الفرنسية)
- ألكسندر وانغ على موقع ميوزك برينز (الإنجليزية)
- ألكسندر وانغ على موقع أول موفي (الإنجليزية)
- ألكسندر وانغ على موقع قاعدة بيانات الأفلام السويدية (السويدية)
- ألكسندر وانغ على موقع قاعدة بيانات الفيلم (الإنجليزية)
- ألكسندر وانغ على موقع كينوبويسك (الروسية)